# Biblioteca Vasconcelos
La Biblioteca Vasconcelos de la Ciudad de México es un recinto bibliográfico ubicado en el centro de la capital mexicana, contiguo a la antigua estación de trenes de Buenavista y al Tianguis Cultural del Chopo. Se encuentra en el centro de la Ciudad de México, se inauguró el 16 de mayo de 2006 y el servicio al público comenzó el 1 de junio de ese mismo año. Su diseño y amplitud es reseñado de manera continua en revistas y publicaciones de arte y arquitectura.
La biblioteca fue proyectada por un equipo encabezado por el arquitecto mexicano Alberto Kalach. Los demás integrantes del equipo fueron Gustavo Lipkau, Juan Palomar y Tonatiuh Martínez, quien resultó ganador del concurso en el que participaron 592 profesionales. El área total del terreno es de 38 094 m², donde se albergan el edificio central de la biblioteca, los jardines, el invernadero y la librería. y cuenta con un diseño que permite ampliar la estantería para hacer crecer su acervo, que oficialmente es de 575 000 libros. Una de sus facultades es permitir la ampliación del espacio para los libros y poder llegar a un máximo de 2 000 000 de ejemplares. A inicios del 2015, contaba con 600 000 volúmenes. Con más de 1 725 000 visitas anuales (2004), es una de las bibliotecas públicas más frecuentadas en América Latina.
Esta biblioteca cubre 37 962 metros cuadrados de construcción, y tuvo un costo inicial proyectado de 954 millones de pesos (en esa época, aproximadamente 98 millones de dólares estadounidenses). El Congreso de la República propuso planes para reducir el presupuesto del 2005, e incluyó recortes a las tres ramas del gobierno; el Partido Acción Nacional (partido del entonces presidente Vicente Fox Quesada) propuso un presupuesto alterno, que preservaba fondos para el proyecto Enciclomedia y para esta biblioteca.
Es un recinto luminoso, gracias al juego de transparencias que le dan el techo y las paredes de cristal. Tiene tres niveles superiores y una planta baja, y constituye una admirable muestra de la arquitectura moderna.
El recinto puede tener un aforo máximo de hasta 5000 personas diariamente, lo que constituye una afluencia de 1 825 000 visitantes al año. Para comodidad de los usuarios, cuenta con un estacionamiento con capacidad para 325 automóviles.
Por retrasos en su apertura y posteriores fallas, es uno de los más controvertidos y ―en números absolutos― más grandes gastos en infraestructura pública del gobierno del entonces presidente Vicente Fox. En esa época, la prensa mexicana la denominó «megabiblioteca». Está dedicada al filósofo, educador y candidato presidencial José Vasconcelos, quien fue presidente de la Biblioteca Nacional de México y promotor activo de la lectura a principios del siglo XX.[cita requerida]

## Historia
| Director                      | Periodo   |
| ----------------------------- | --------- |
| Jorge von Ziegler             | 2006-2007 |
| Ignacio Padilla               | 2007      |
| Fernando Álvarez del Castillo | 2009      |
| Federico Hernández Pacheco    | 2009-2011 |
| Patricia Hernández Salazar    | 2011-2013 |
| Daniel Goldin Halfon          | 2013-2019 |
| Abraham Nuncio Limón          | 2019      |
| José Mariano Leyva            | 2019-     |

En el 2001, se presentó el programa de modernización de la Red Nacional de Bibliotecas Públicas. La presidenta del Consejo Nacional para la Cultura y las Artes (Conaculta), Sari Bermúdez, propuso al presidente de la República, Vicente Fox, el proyecto de renovación de la Biblioteca de México, ubicada en la Ciudadela. Dicho proyecto proponía la construcción de un nuevo edificio. En abril de 2003 se destinaron a la Secretaría de Educación Pública (SEP) tres predios ubicados a un costado de la Estación de Ferrocarriles de Buenavista, para la construcción del nuevo edificio. El 16 de mayo se emitió la convocatoria para el Concurso Internacional de Arquitectura. El 3 de octubre se declaró ganador al proyecto de Alberto Kalach.

### Proyecto y realización
Kalach planeó desde su inicio un edificio que se encontrara en paralelo a las vías del tren de la Estación Buenavista. Una de las características particulares del proyecto fue la gran extensión de los jardines. Se tomó en cuenta la conflictividad que genera una gran urbe y la oportunidad de crear un espacio cultural que ofreciera la opción a las personas de aislarse del ruido y disfrutar de un panorama natural agradable. En palabras de Kalach y de su equipo, la idea fue: “la creación de un arca, portadora del conocimiento humano. Inmersa en un exuberante jardín botánico.”
El jardín tendría una extensión de 26 000 m². Se dio preferencia a especies vegetales originarias del Valle de México y del país. Se organizó en distintos estratos: el principal, básicamente arbóreo; el medio contendría árboles frutales, arbustos, plantas aromáticas y plantas comestibles, y el bajo, ornamentado con epífitas y vegetación colgante sobre los muros. Hay dos grandes taludes de vegetación que rodean al edificio central, creando un efecto óptico donde la biblioteca parece hundida entre los jardines.
El edificio se pensó de 35 metros de ancho y, a lo largo, dividido en tres bloques de 82 metros cada uno, con estanterías colgantes e independientes, construidas de acero y cristal, con la capacidad de ajustarse a las necesidades del acervo.
La planta baja del edificio se pensó como una calzada que distribuye los diferentes espacios a los que los usuarios podrían tener acceso. Un vestíbulo de gran tamaño donde se pudieran presentar diferentes exposiciones culturales, la sala Braille, el área de credencialización, zona de guardarropa, diferentes salidas hacia los jardines, la sala multimedia, la sala infantil y bebeteca, la sala de música, la sala de prensa y más salas para impartir talleres y conferencias, para rematar con el auditorio.
La iluminación es provista en su mayoría por luz natural. Los grandes ventanales rodean todo el edificio, dispuestos en diente de sierra hacia el norte. Este diseño no permite que la luz entre directamente, sino de forma uniforme; también evita el daño a los libros.
Al fondo del terreno se encuentra un viejo edificio industrial donde se planeó que hubiera oficinas, un gran invernadero y una cafetería.

## Instalaciones

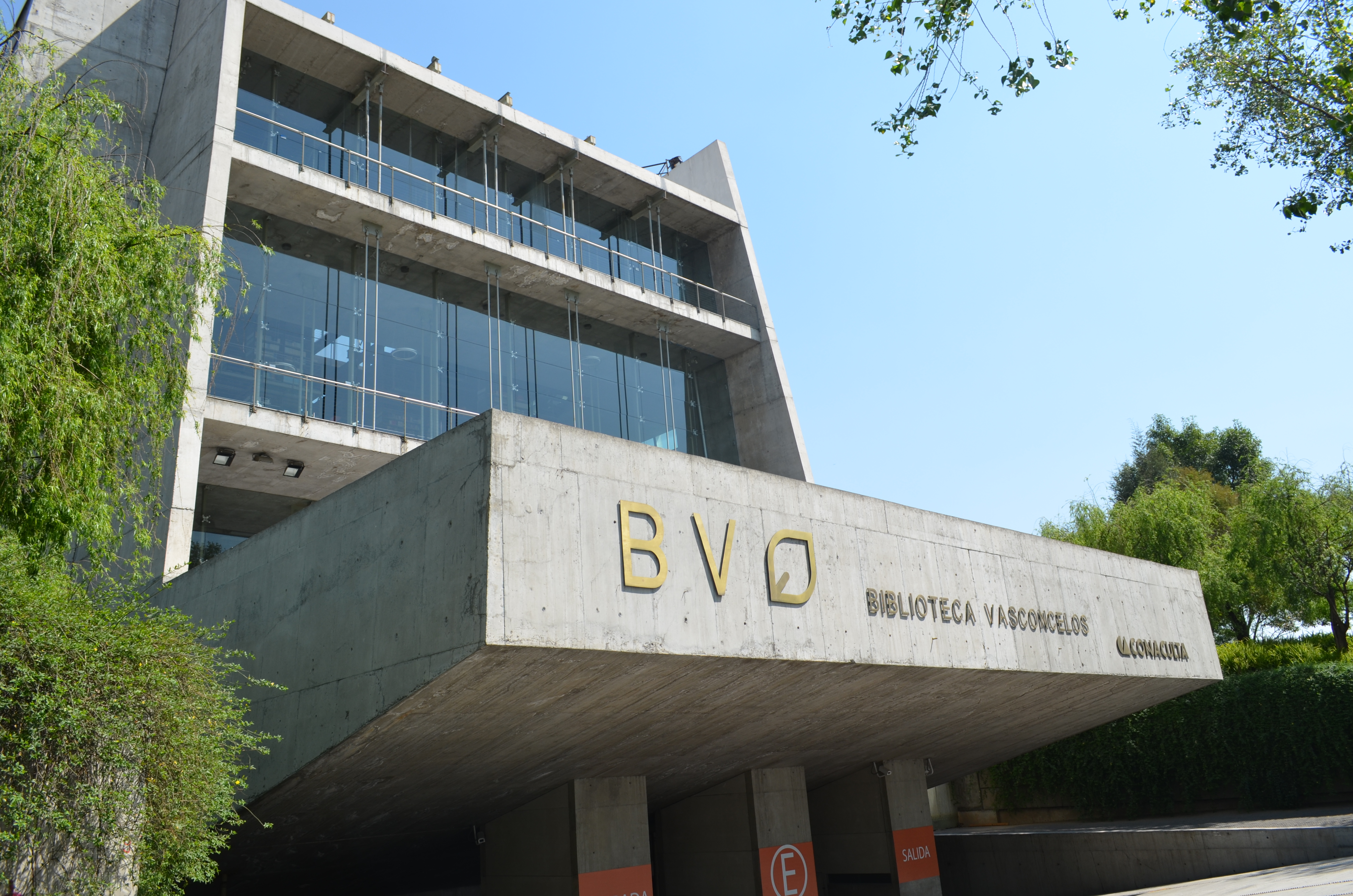
Fachada de la biblioteca

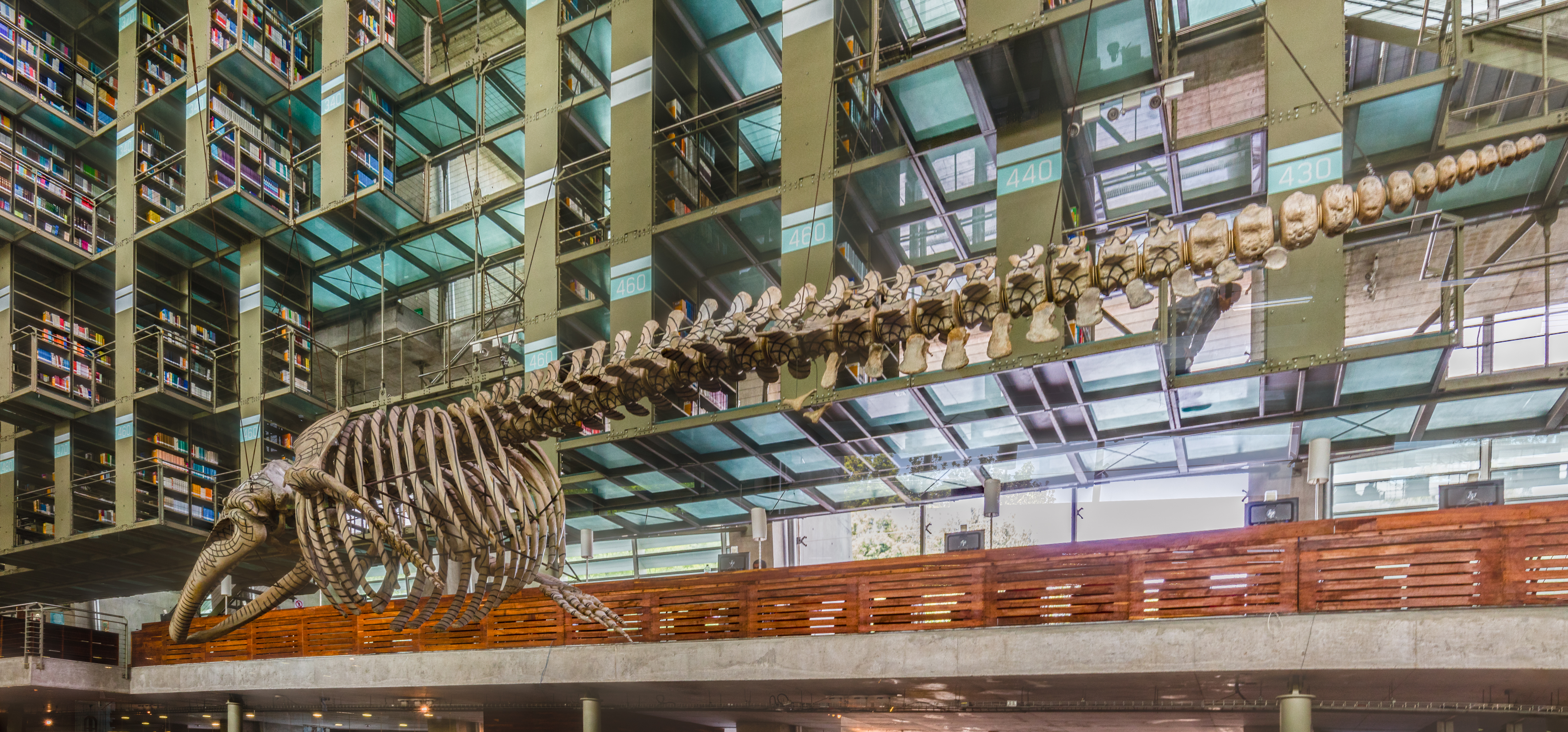
Mátrix Móvil, de Gabriel Orozco.

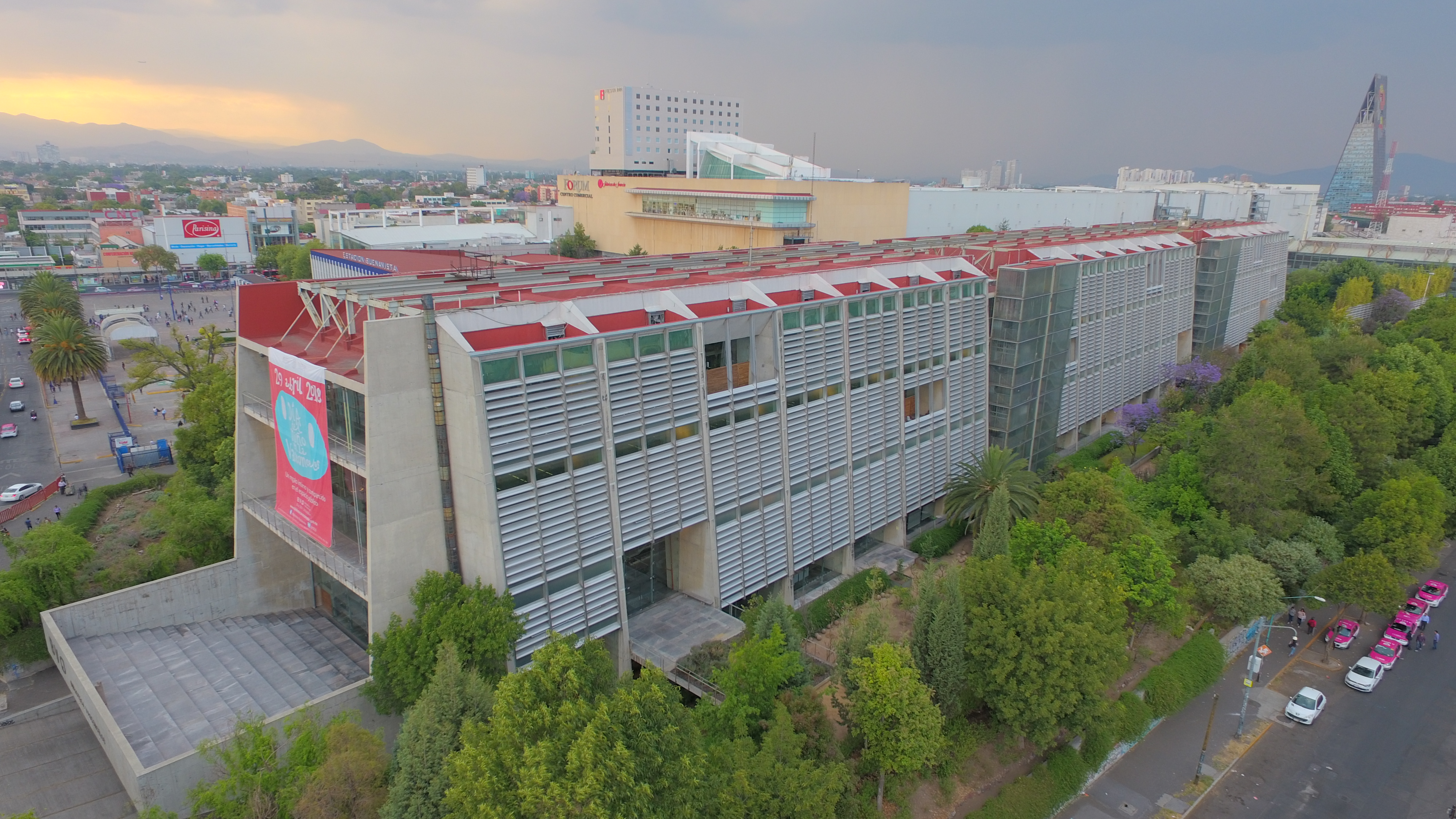
Biblioteca Vasconcelos y torre Insignia

La biblioteca cuenta con un acervo clasificado por el Sistema Dewey:
- Consulta y Generalidades
- Psicología y Filosofía
- Religión
- Ciencias Sociales
- Lenguas
- Ciencias Puras
- Ciencias Aplicadas
- Bellas Artes
- Literatura e Historia
- Geografía

El catálogo se puede consultar en su sitio de Internet.
Cuenta también con Sala Multimedia, Sala Infantil, Sala Braille (con materiales para invidentes y débiles visuales), Sala de Música, Auditorio, Salón de Usos Múltiples y 640 computadoras con acceso gratuito a Internet.
El edificio de la biblioteca incluye diversas esculturas de artistas mexicanos; posiblemente la más llamativa y emblemática sea Mátrix Móvil, de Gabriel Orozco, ubicada prominentemente al centro de la planta principal.

### Proyectos internos de la biblioteca
Por motivo de su décimo aniversario, en mayo del 2016 se abrió el séptimo nivel de la biblioteca, con un enfoque diferente y único en Latinoamérica. Dividido en 15 salas: Vida sana, Género, Divulgación científica, Vida práctica, Lenguas del mundo, 18 y +, Drogas, Manga y cómic, Lectura, libros y Bibliotecas, Primera infancia, Mundo joven, Miradas sobre México, Lenguas de cultura mexicana, Poesía mexicana, Ciudad de México. Además, contiene 12 aulas de trabajo, enfocado al desarrollo educativo, informativo, culturales y recreativos.

## Controversias sobre la biblioteca

### Construcción e inauguración
Las principales opiniones favorables hacia la biblioteca señalan la carencia de instalaciones culturales al norte de la Ciudad de México y que sus usuarios provenientes de la zona metropolitana aumentan. Además, cuenta con instalaciones de primer nivel y tiene una vocación de centro cultural.
Opiniones en contra señalan principalmente que el gasto hecho en el edificio es centralista y se pudo invertir en más bibliotecas en todo México y en programas educativos, así como el apresuramiento con la que se construyó e inauguró, lo que derivó en su posterior cierre temporal y, por consecuencia, gastos adicionales para su repeartura, que ocurrió hasta 2008.
Vicente Fox Quesada inauguró la biblioteca el 16 de mayo de 2006, y declaró que era esa una de las construcciones más avanzadas y acordes al siglo XXI, de la cual se hablaría en todo el mundo. La inauguración tuvo lugar una semana antes del límite fijado legalmente para la presentación de proyectos previo a las elecciones federales de 2006, razón por la cual fue señalada por la prensa y por el PRD como obra «electorera».

### Fallas posteriores y clausura temporal
Como resultado de la premura para inaugurar a tiempo la biblioteca, su construcción estuvo plagada de errores, y tuvo que cerrar sus puertas en marzo de 2007, debido a que se descubrieron filtraciones de agua. La Auditoría Superior de la Federación detectó 36 irregularidades en su construcción y emitió 13 averiguaciones contra servidores públicos del gobierno federal. Entre dichas irregularidades destacan la mala colocación de bloques de mármol, con un costo de 15 millones de pesos (alrededor de 1.4 millones de dólares).
Durante la administración de Felipe Calderón Hinojosa, sucesor de Vicente Fox, siguieron realizándose esfuerzos para restaurarla, y se requirió una inversión adicional de 32 millones de pesos (aproximadamente tres millones de dólares).